# Петрученя, Александр Иванович
Александр Иванович Петрученя — советский хозяйственный, государственный и политический деятель, Герой Социалистического Труда.

## Биография
Родился в 1900 году в деревне Малая Кракотка. Член КПСС с 1924 года.
С 1913 года — на хозяйственной, общественной и политической работе. В 1913—1960 гг. — работник Таганрогского металлургического завода, участник Гражданской войны в составе 1-й Конной армии, отмечен наградными часами, вновь на Таганрогском металлургическом заводе, мастер, заведующий мастерской зернового совхоза «Серп и Молот», участник Великой Отечественной войны, помощник командира 445-го Гвардейского мотострелкового батальона, инженер-механик в совхозе «Серп и Молот» Новониколаевского района Сталинградской области.
Указом Президиума Верховного Совета СССР от 27 марта 1948 года присвоено звание Героя Социалистического Труда с вручением ордена Ленина и золотой медали «Серп и Молот».
Умер в посёлке Береславка в 1991 году.